# Wilson Brothers & Company
A Wilson Brothers & Company foi uma importante empresa de arquitetura e engenharia da era vitoriana estabelecida na Filadélfia, Pensilvânia. A empresa foi reconhecida por sua expertise estrutural. Os irmãos projetaram e contribuíram com obras de engenharia para centenas de pontes, estações ferroviárias e edifícios industriais em todo os Estados Unidos, incluindo os edifícios principais da Exposição do Centenário de 1876. Eles também projetaram igrejas, hospitais, escolas, hotéis e residências particulares. Entre suas principais obras sobreviventes estão a Pennsylvania Railroad, a Connecting Railway Bridge acima da Schuylkill River (1866–67), o edifício principal da Drexel University (1888–91) e o galpão de trens do Reading Terminal (1891–93), todos na Filadélfia.

## História

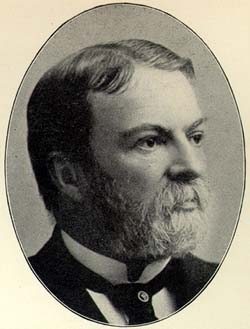
Joseph M. Wilson, 1901

Os fundadores da empresa foram Joseph Miller Wilson (1838-1902), arquiteto e engenheiro civil, John Allston Wilson (1837-96), engenheiro civil, e Frederick Godfrey Thorn (C. 1837-1911), arquiteto e engenheiro civil. O irmão mais novo Henry W. Wilson (1844-1910), engenheiro civil, ingressou na empresa em 1886 e foi promovido a sócio em 1899. Todos os três irmãos Wilson participaram Instituto Politécnico Rensselaer em Troy, NY. José também estudou metalurgia no Universidade da Pensilvânia nos Estados Unidos.
Joseph trabalhou no departamento de construção da Ferrovia Da Pensilvânia (PRR) de 1860 a 1876, projetando pontes e estruturas ferroviárias, incluindo várias estações de principal. Para uma subsidiária da PRR, ele projetou o Baltimore &amp; Potomac Railroad Terminal de passageiros em Washington, DC (1873-77, demolido em 1908), a estação em que o Presidente dos EUA James A. Garfield foi assassinado em 1881. O Galeria Nacional de arte agora ocupa seu local na 6th Street & Constitution Avenue no National Mall. John fez trabalhos de engenharia para várias ferrovias, incluindo o PRR e o Reading Railroad. A Wilson Brothers & Company foi fundada em 1 de janeiro de 1876.
Para a Exposição do Centenário de 1876, Henry Petit e Joseph M. Wilson co-projetaram o Edifício Principal da Exposição - o maior edifício do mundo, 1,876 ft (572 m) de comprimento e cerca de 21-1/2 acres. A dupla também projetou o Machinery Hall e supervisionou a construção dos outros edifícios principais. Joseph foi co-autor de uma história em 3 volumes da Feira Mundial da Filadélfia.
A comissão de Joseph para o Hospital Presbiteriano da Filadélfia (1874) pode estar relacionada ao trabalho posterior em igrejas presbiterianas, lares de idosos e um orfanato. O extenso trabalho da empresa para o financiador Anthony J. Drexel, o cidadão mais rico da cidade e católico romano, pode ter levado a encomendas subsequentes para conventos e hospitais católicos. Na Filadélfia, a empresa projetou a sede da Baldwin Locomotive Works (anterior a 1885, demolida); e, em Beach Haven, NJ, o Baldwin Hotel (1883, queimado em 1960), a Holy Innocents Episcopal Church (1881–82) e várias casas de verão para executivos da sua empresa.
Em 1881, o PRR contratou a empresa para projetar seu principal terminal de passageiros na Broad & Filbert Streets em Center City Philadelphia, diretamente a oeste da Prefeitura. Este foi um dos primeiros edifícios com estrutura de aço na América a usar alvenaria não como uma estrutura, mas como uma parede cortina (como fazem os arranha-céus). A estação era amplamente admirada; 15% dos arquitetos em uma pesquisa de 1885 votaram nele como um dos "Dez Melhores Edifícios dos Estados Unidos". Onze anos depois, a estação Gothic Revival dos irmãos Wilson foi incorporada à estação Broad Street, muito maior de Frank Furness. Os Wilsons projetaram seu novo galpão de trem, na época (1892), o maior galpão de trem de vão único do mundo inteiro.
Em 1885, os Wilsons projetaram uma casa bancária de 2 andares e teto alto para a Drexel & Company, na esquina sudeste da 5th & Chestnut Streets na Filadélfia. Quatro anos depois, a Drexel desejava expandir, mas o vizinho Banco Nacional da Independência recusou-se a vender. Em resposta, Joseph Wilson projetou o Drexel Building, um anexo de 10 andares em forma de H que cercava o Independence National Bank nos lados leste, oeste e sul, privando permanentemente o vizinho da luz solar. A adição de esqueleto de ferro foi construída no topo da casa bancária de Drexel e foi um dos primeiros exemplos de X-bracing. Um dos edifícios demolidos para isso foi o Library Hall, a sede da Library Company of Philadelphia, que foi projetada por William Thornton (1789–91). Em uma irônica reviravolta nos acontecimentos, o próprio Drexel Building foi demolido em 1959, e uma réplica do Library Hall foi construída em seu local original pela American Philosophical Society (sociedade americana filosófica).
Após a morte dos dois irmãos mais velhos, a empresa continuou como Wilson, Harris e Richards.

## Lista de projetos

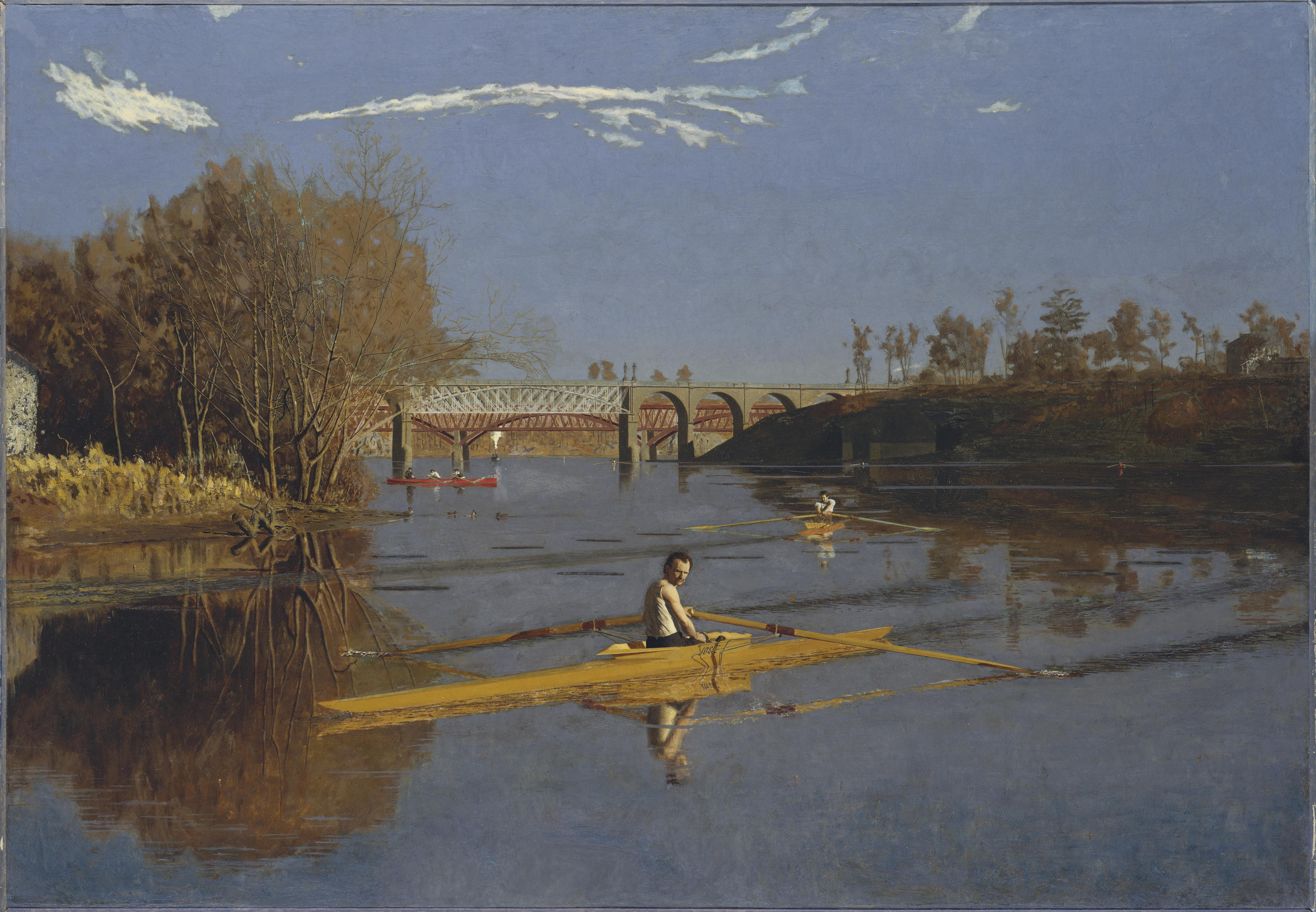
Max Schmitt em um único Scull por Thomas Eakins (1871). A Pennsylvania Railroad, Connecting Railway Bridge over the Schuylkill River (1866–67) está ao fundo.

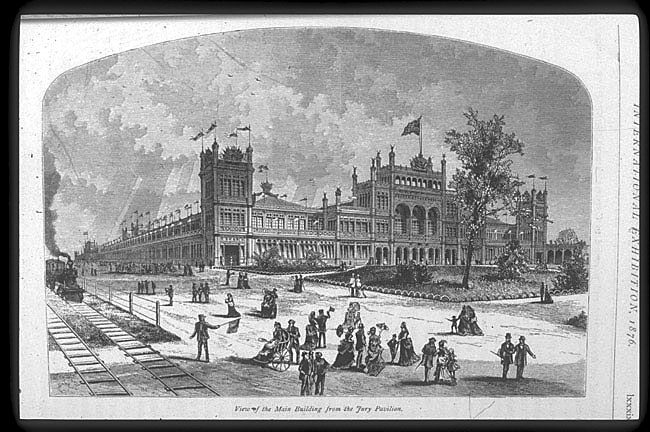
Edifício Principal de Exposições, Exposição do Centenário, Filadélfia, PA (1875 a 1876, desmontado e vendido em 1881). Em termos de área total fechada, 21-1/2 acres, este foi o maior edifício do mundo.

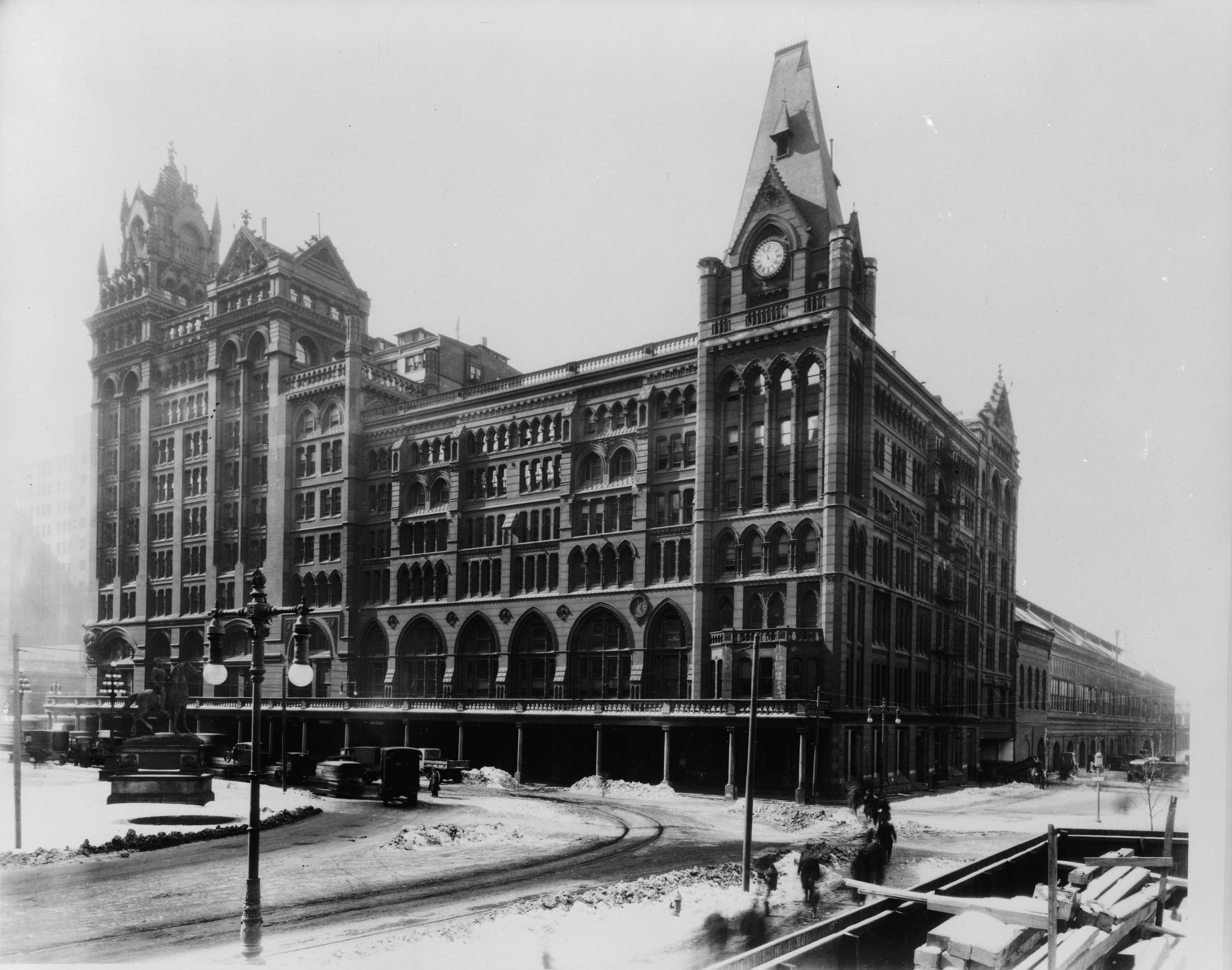
Estação Broad Street, Filadélfia, PA (1881, ampliada em 1893, demolida em 1953) em 1903. A estação de 1881 dos irmãos Wilson é a seção no centro

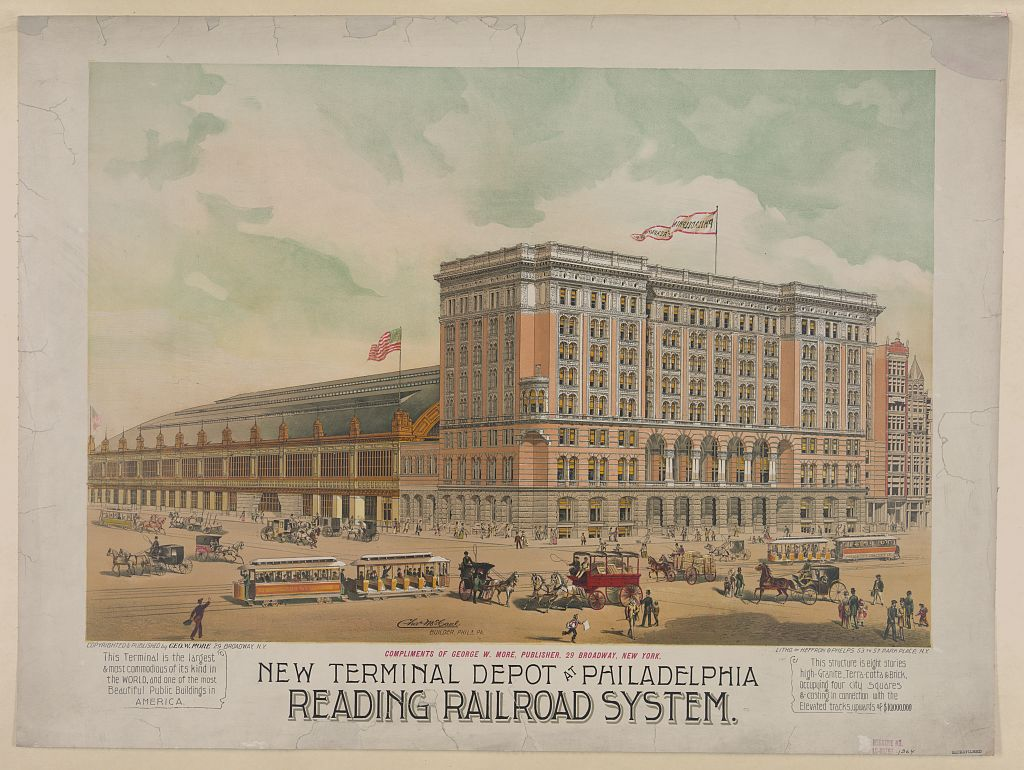
Reading Terminal Trainshed, Filadélfia, PA (1891–1893). O Headhouse (prédio de escritórios) foi projetado por Francis H. Kimball

### Pensilvânia

#### Ferrovia da Pensilvânia
- Estrada de ferro da Pensilvânia, conectando a ponte ferroviária sobre o rio Schuylkill, Filadélfia, PA (atribuída a John A. Wilson, engenheiro) (1866–67)[6] (alterado em 1915)[7]
- Estação Bryn Mawr, Bryn Mawr, PA (1869, demolida em 1963)[8]
- Estação Wynnewood, Wynnewood, PA (1870)[9]
- Estação de Haverford, Haverford, PA (c. 1870)[10] (algumas fontes afirmam que foi construída em 1880)[11]
- Bryn Mawr Hotel, Bryn Mawr, PA (1871, queimado em 1889, substituído pelo hotel Frank Furness de 1890)[12]
- Ardmore Station, Ardmore, PA (pré-1874, demolida)[13]
- Broad Street Station, Filadélfia, PA (1881, expandida por Frank Furness 1892–93, demolida em 1953)[14]
- Estação Ferroviária Wayne, Jct. de N. Wayne Ave. e Station Rd. Wayne, Pensilvânia (1884), listado pela NRHP.
- Pensilvânia Railroad Bridge sobre o rio Delaware, Trenton, NJ (pré-1885, demolida)[15]
- Pensilvânia Railroad Bridge sobre o rio Susquehanna, a oeste de Harrisburg, PA (pré-1885, demolida)[16]
- Barracão de trem para a expansão da Broad Street Station, Filadélfia, PA (1892, queimada em 1923).

#### Edifícios Filadélfia
- Reading Railroad Overpass (John A. Wilson, engenheiro) (1871)[17]
- Estação de bombeamento de Spring Garden, East River Drive, Fairmount Park (Joseph M. Wilson, arquiteto) (pré-1874, demolido)[18]
- Hospital Presbiteriano (Joseph M. Wilson, arquiteto) (1874, demolido)[19]
- Alterações na casa de Joseph D. Potts (Joseph M. Wilson, arquiteto) (1876), formalmente WXPN-FM, e agora a University of Pennsylvania Press[20]
- AJ Holman and Company, 1222–26 Arch St. (1881), listado no NRHP.
- Igreja Episcopal de St. Andrew, agora Igreja Episcopal de St. Andrew e[21]
- Casa Presbiteriana para Casais e Homens Idosos (pré-1885, demolida em 2006)[22]
- Drexel & Company Banking House, esquina SE 5th & Chestnut Sts. (1885, ampliado em 1889, demolido em 1959).
- Drexel Institute of Technology, agora edifício principal, Drexel University (1888-1891)[23]
- Lar para mulheres indigentes, agora Ralston House (1889)[24]
- Escola para Surdos da Pensilvânia, 7500 Germantown Ave. (1890), listado pela NRHP.
- Mansão Drexel de George W. Child (1891), agora fraternidade Alpha Tau Omega, Universidade da Pensilvânia[25]
- Reading Terminal Trainshed (1891–93), listado pela NRHP.[26]
- Edifício de escritórios de médicos e dentistas, 1830–32 Chestnut Street (1896), listado pelo NRHP.
- Philadelphia Commercial Museum (1897–99, demolido)[27]
- Edifício de escritórios da United Gas Improvement Company (1898)[28]
- Prédio do título de propriedade, 608–10 Chestnut Street (1899)[29]
- Wayne Junction Station (Reading Railroad), 4481 Wayne Avenue (1899–1900), listado na NRHP.

#### Exposição do Centenário de 1876
- Memorial Hall (Herman Schwarzmann, arquiteto; Joseph M. Wilson, engenheiro) (1875–76)[30]
- Edifício Principal de Exposições (Henry Petit, arquiteto; Joseph M. Wilson, engenheiro) (1875–76, desmontado e vendido em 1881)[31]
- Machinery Hall (Henry Petit, arquiteto; Joseph M. Wilson, engenheiro) (1875–76, desmontado e vendido em 1881)[32]

#### Outros edifícios da Pensilvânia
- Central Railroad of New Jersey Station, Jim Thorpe, PA (1888), listado no NRHP.
- Hospital Estadual para Insanos, Norristown, PA (1878–1880)[33]
- Reading Railroad Station, Lebanon, Pensilvânia (1900), listado pela NRHP.
- Central Railroad of New Jersey Freight Station, 602 W. Lackawanna Ave Scranton, PA (1891), listado no NRHP.
- Renovação da estação de Morton em 1880 (orig.1867). Acredita-se que o projeto tenha sido inspirado na Estação Glen Mills, na West Chester Railroad.
- Estação de passageiros e carga de Quakertown, Front and East Broad Sts. Quakertown, PA (1889), listado pela NRHP.
- "Chetwynd" (casa de John H. Converse), Lancaster Pike, Rosemont, PA (1882–83, expandido em 1887 e 1890, demolido). A Converse era parceira da Baldwin Locomotive Works.

### Edifícios fora da Pensilvânia

#### Nova Jersey
- Baldwin Hotel, Beach Haven, NJ (1883, queimado em 1960)[34]
- Casa do Dr. Edward H. Williams, 506 S. Atlantic Ave. Beach Haven, NJ (1886), listado no NRHP. Agora Williams Cottage Inn.[35]
- Converse Cottage, 504 Atlantic Ave. Beach Haven, NJ (1890), listado pela NRHP.
- Holy Innocents Episcopal Church, Beach Haven, NJ (1881–82),[36] agora Long Beach Island Museum.[37] Parte do distrito histórico de Beach Haven.
- Estação Tuckahoe, Avenida Ferroviária. Tuckahoe, NJ (1894), listado pelo NRHP.

#### Nova Iorque
- Estação Ferroviária de Milton, 41 Dock Rd. Milton, NY (1883), listado no NRHP.
- Observatório Astronômico, Academia Militar dos EUA, West Point, NY (pré-1885)[38]
- St. Hubert's Inn, St. Huberts, NY (1890), agora Ausable Club, Adirondack Mountain Reserve. Listado pela NRHP

#### Virgínia
- Union Station Train Shed, Richmond, VA (1900)[39] no Levantamento de Edifícios Históricos Americanos
- Observatório Leander McCormick, 600 McCormick Rd. Charlottesville, VA (1884, com Warner & Swasey; Spooner), listado no NRHP.
- Main Street Station, Richmond, Virginia (1901) (como Wilson, Harris e Richards)[40]

#### Vermont
- Biblioteca Pública Norman Williams, Woodstock, VT (1883–1884)[41][42]
- Williams Science Hall, Universidade de Vermont, Burlington, VT, (1894–96).[43]

#### Illinois
- Laboratórios Riverbank, 1512 Batavia Ave. Geneva, IL (1912), listado pela NRHP.
- Genebra, Illinois: Edifícios no Distrito Histórico Central de Genebra e no Distrito Histórico Norte de Genebra.

#### Outros locais
- Baltimore &amp; Potomac Railroad Passenger Terminal (6th Street Station), Washington, DC (1873–77, demolido em 1908)[44]
- Stewart Hall, campus da West Virginia University Morgantown, WV (1900–02), listado no NRHP.
- Edifício Elliott, 1401 Woodward Ave. Detroit, Michigan (1894): Edifício no distrito histórico da Lower Woodward Avenue.[45]

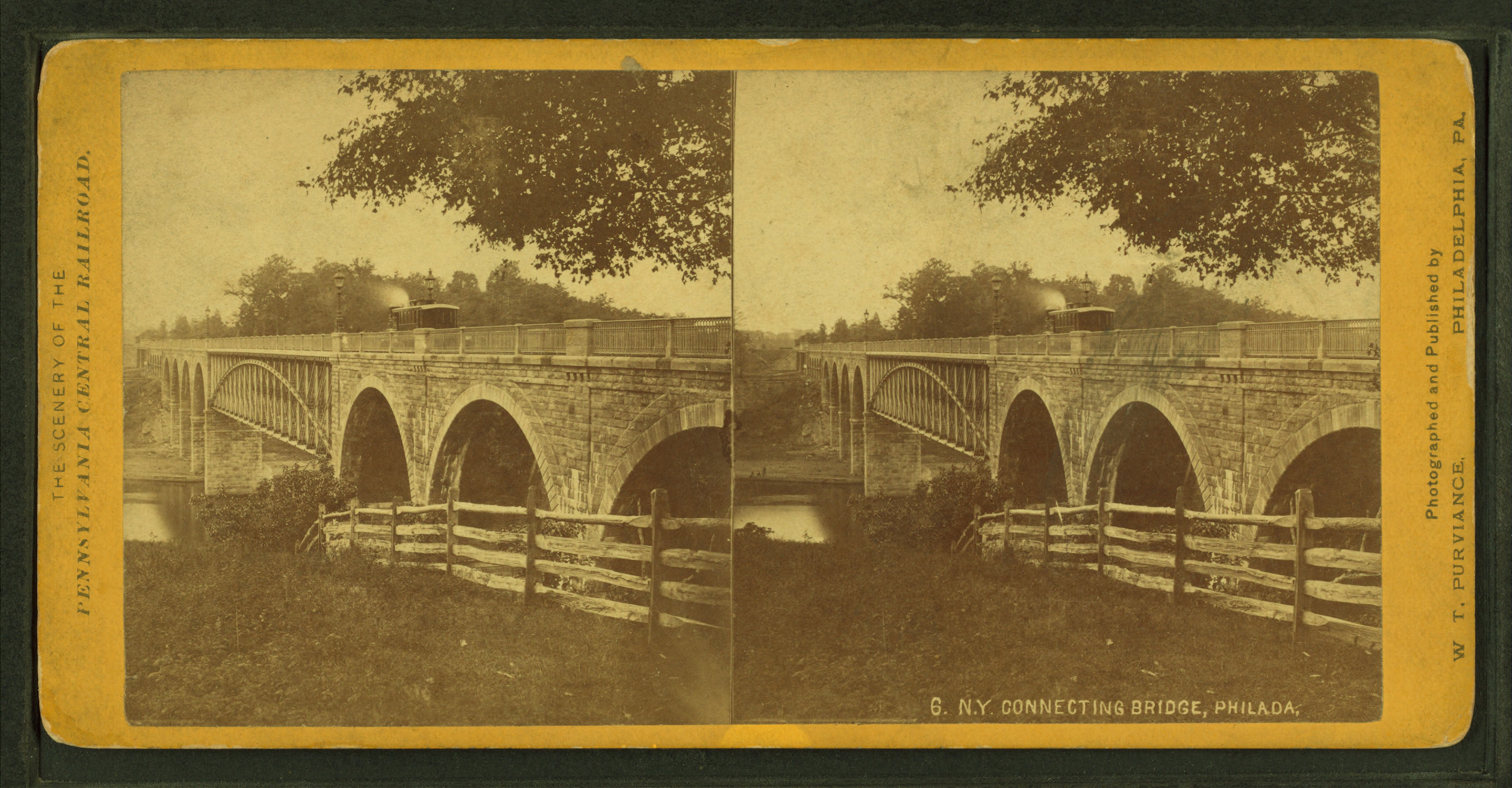
Estrada de ferro da Pensilvânia, conectando a ponte ferroviária sobre o rio Schuylkill (1866 a 1867), John A. Wilson, engenheiro. Esta ponte de 2 trilhos foi ampliada para 5 trilhos em 1915.
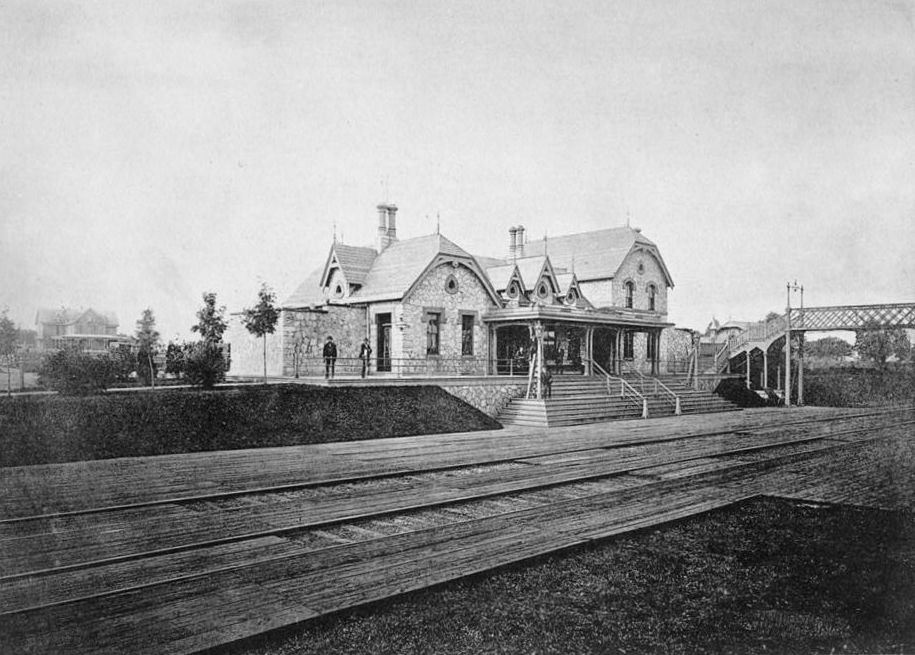
Estação Bryn Mawr, Pennsylvania Railroad, Bryn Mawr, PA (1869, demolida em 1963).
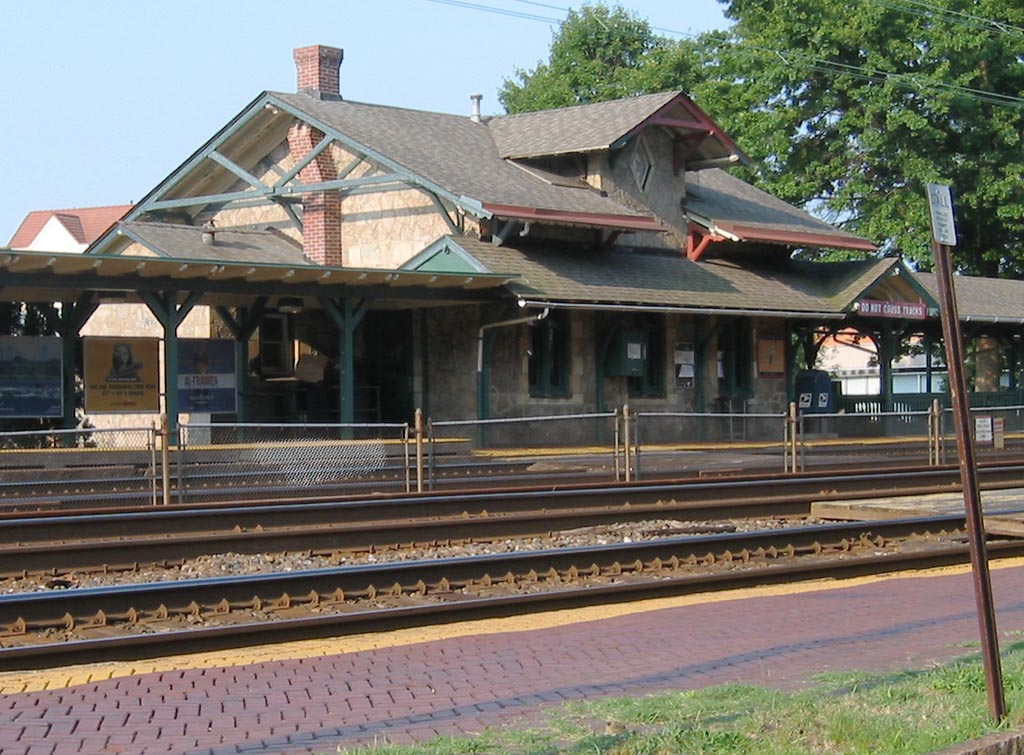
Estação Wynnewood, estrada de ferro da Pensilvânia, Wynnewood, PA (1870).
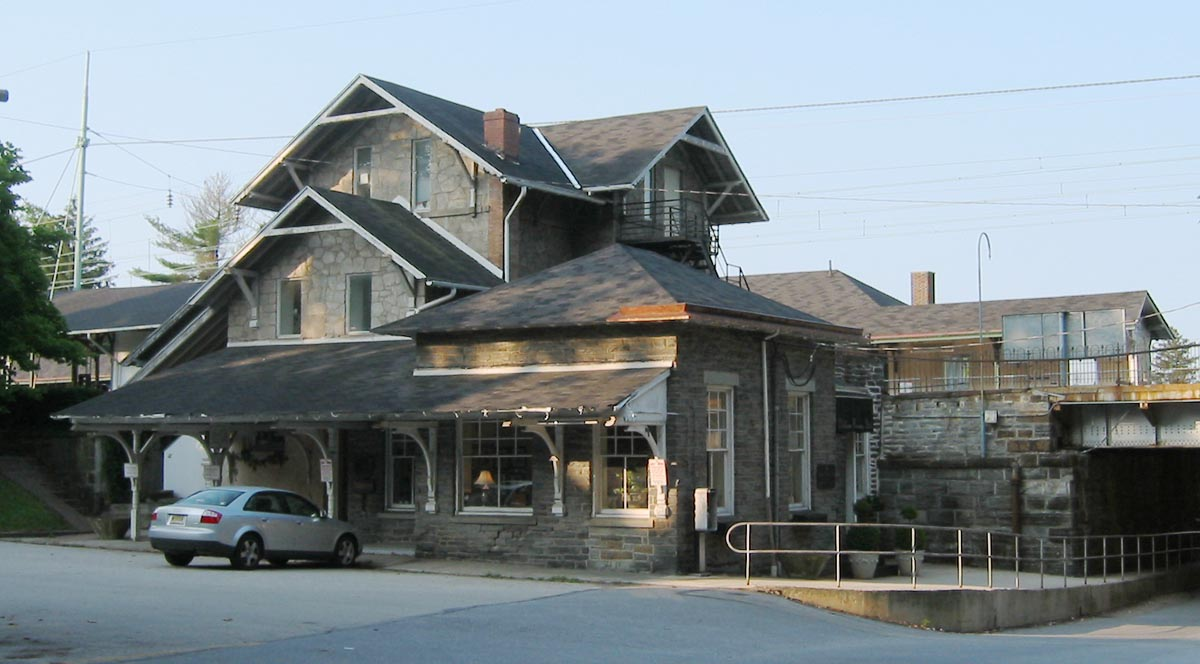
Estação de Haverford, Pennsylvania Railroad, Haverford, PA (c. 1870).
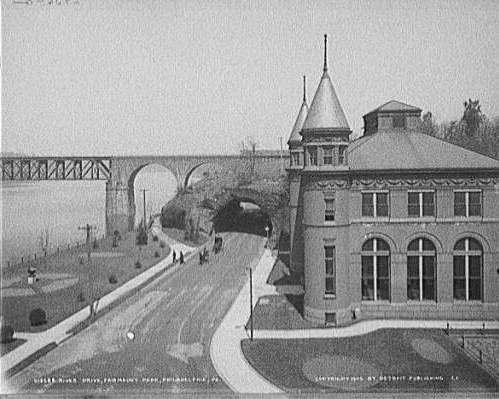
Estação de bombeamento de Spring Garden, East River Drive, Filadélfia, PA (pré-1874, demolida antes de 1915). A Ponte de Conexão da Ferrovia da Pensilvânia de John A. Wilson (1866 a 1867) pode ser vista ao fundo.
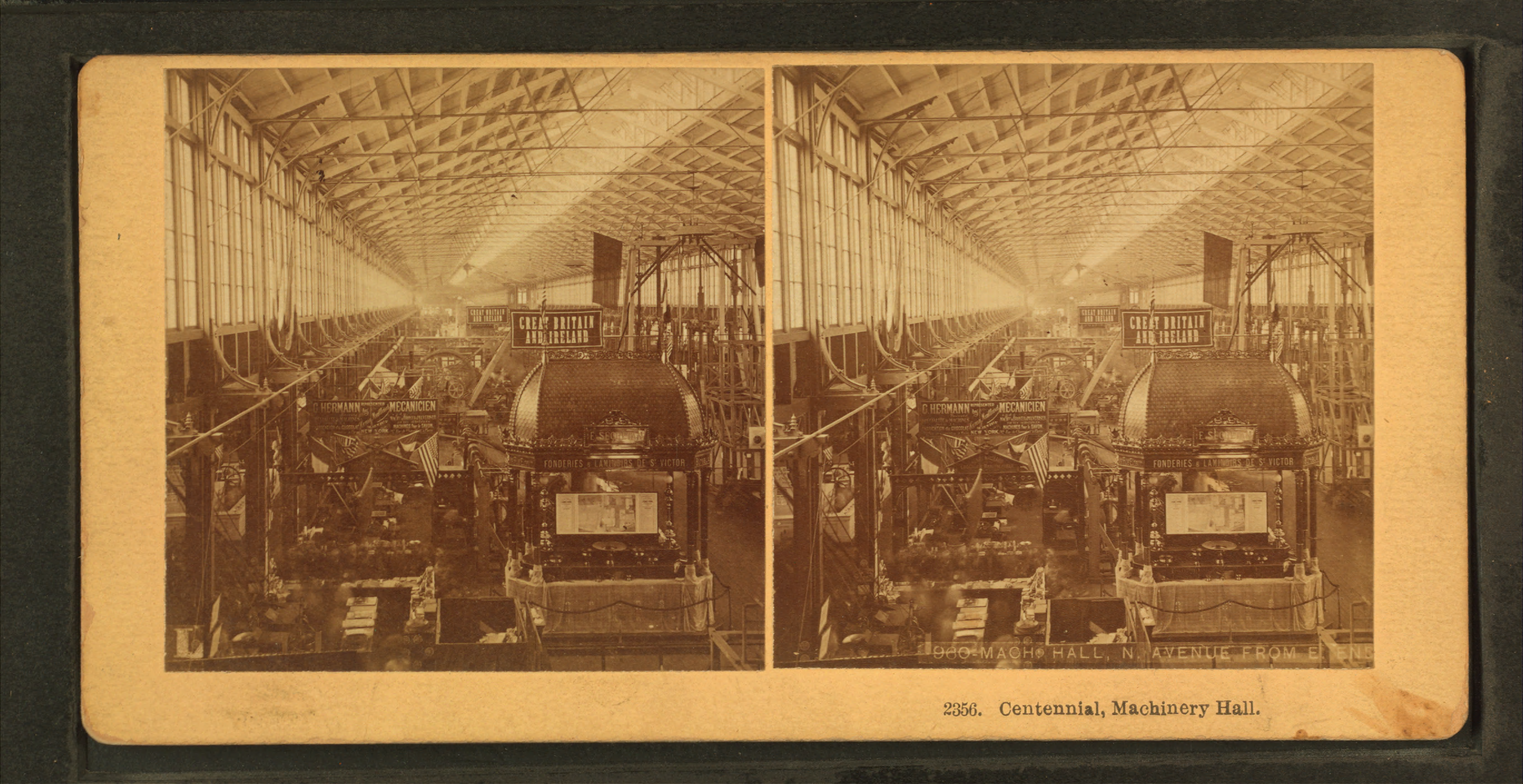
Interior do Machinery Hall, Exposição do Centenário (1875-1876, demolido em 1881).
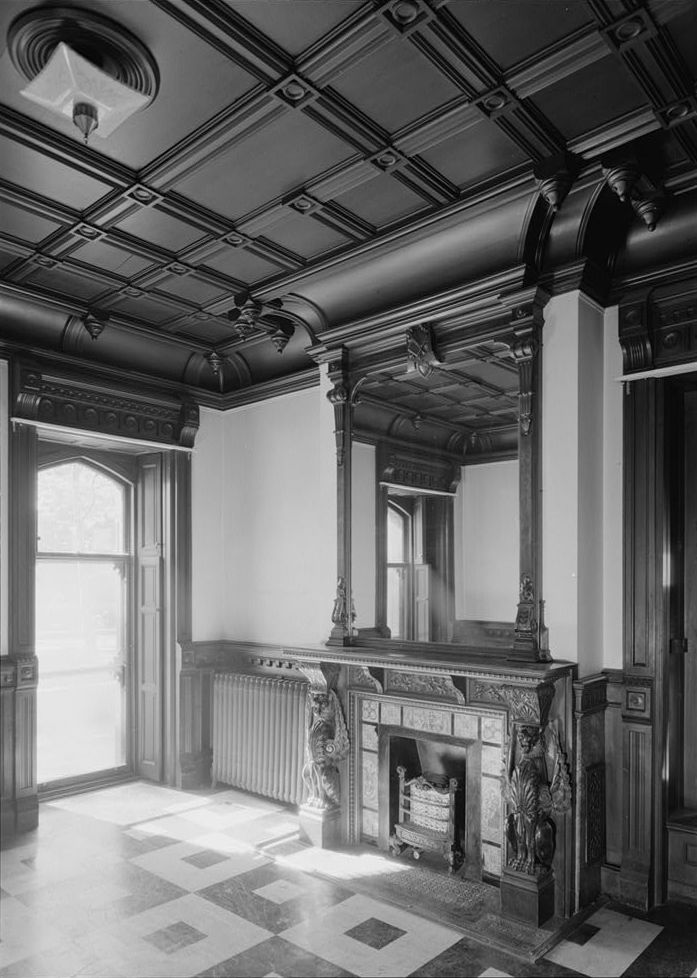
Interior da casa de Joseph D. Potts, 3905 Spruce St., Filadélfia, PA (1850, alterado por Joseph M. Wilson em 1876), agora WXPN-FM, Universidade da Pensilvânia.
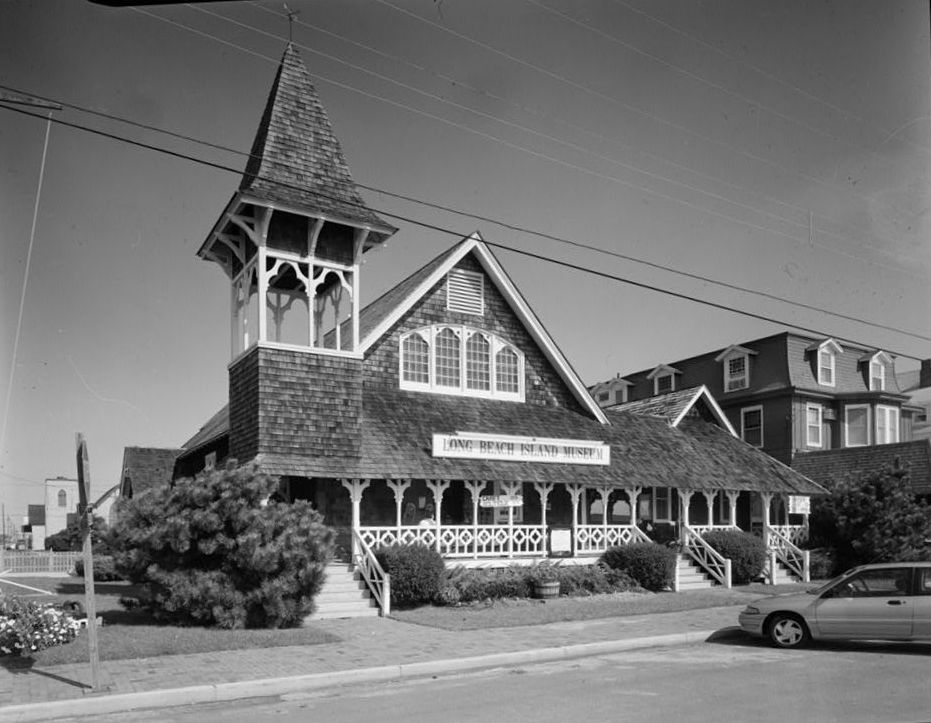
Holy Innocents Episcopal Church, Beach Haven, NJ (1881–82), agora Long Beach Island Historical Society and Museum.
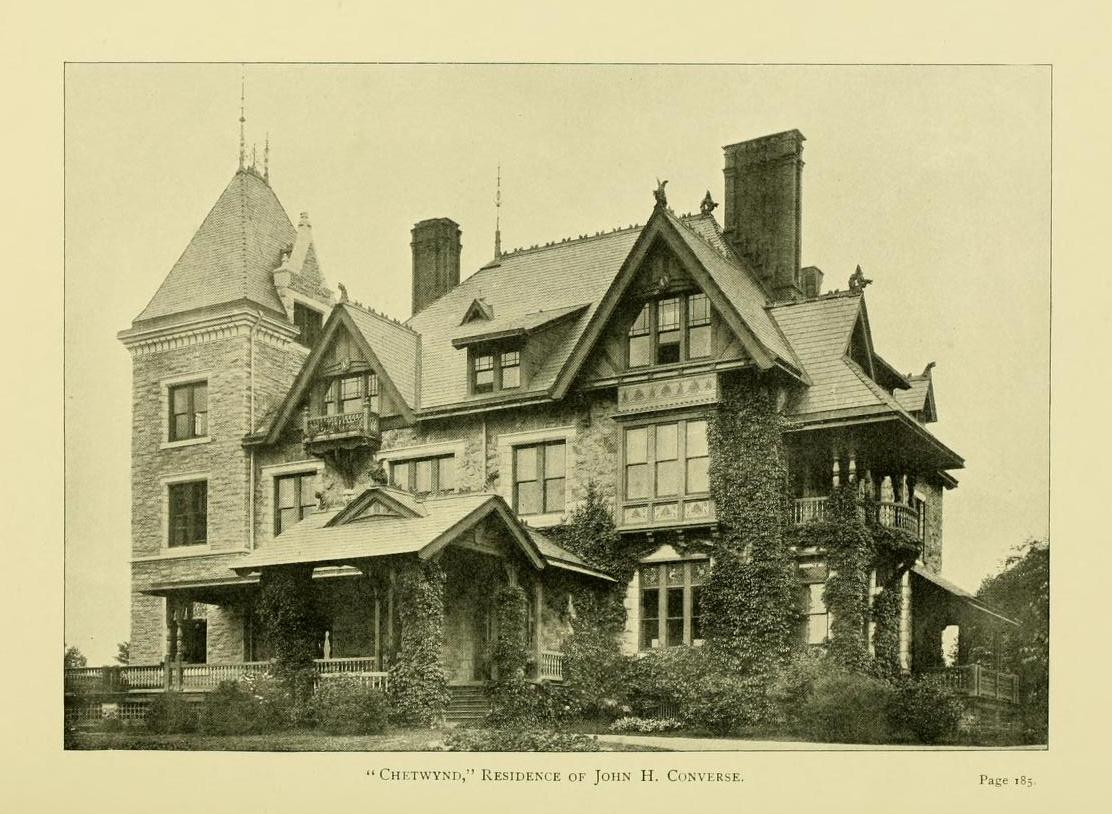
"Chetwynd" (casa de John H. Converse), Rosemont, PA (1882–83, expandido em 1887 e 1890, demolido na década de 1960).
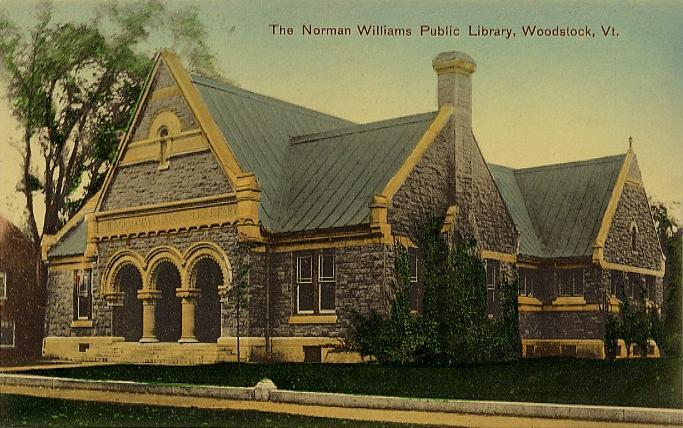
Biblioteca Pública Norman Williams, Woodstock, Vermont (1883–1884).
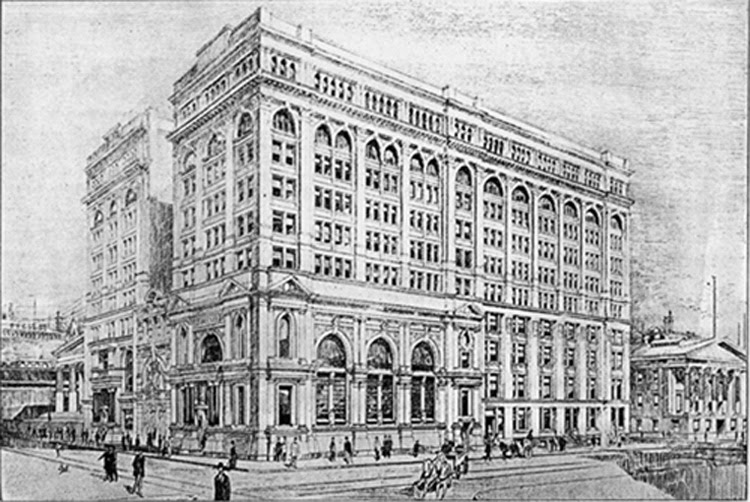
Drexel & Company Banking House, esquina SE 5th & Chestnut Sts., Filadélfia, PA (1885, expandida em 1889, demolida em 1959).
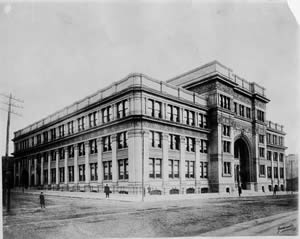
Edifício principal, Drexel University, Filadélfia, PA (1888–1891).
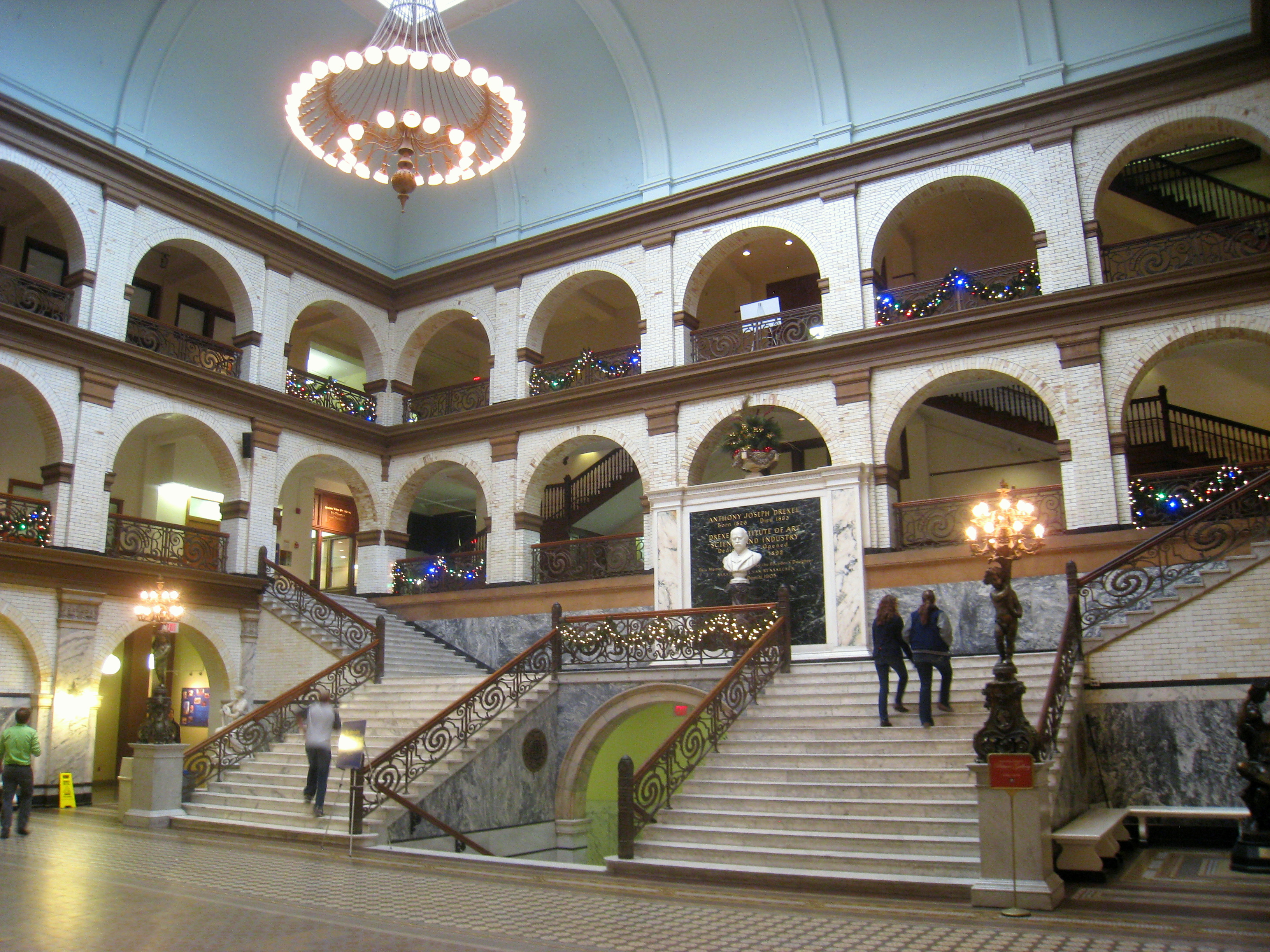
Interior, edifício principal, Drexel University.
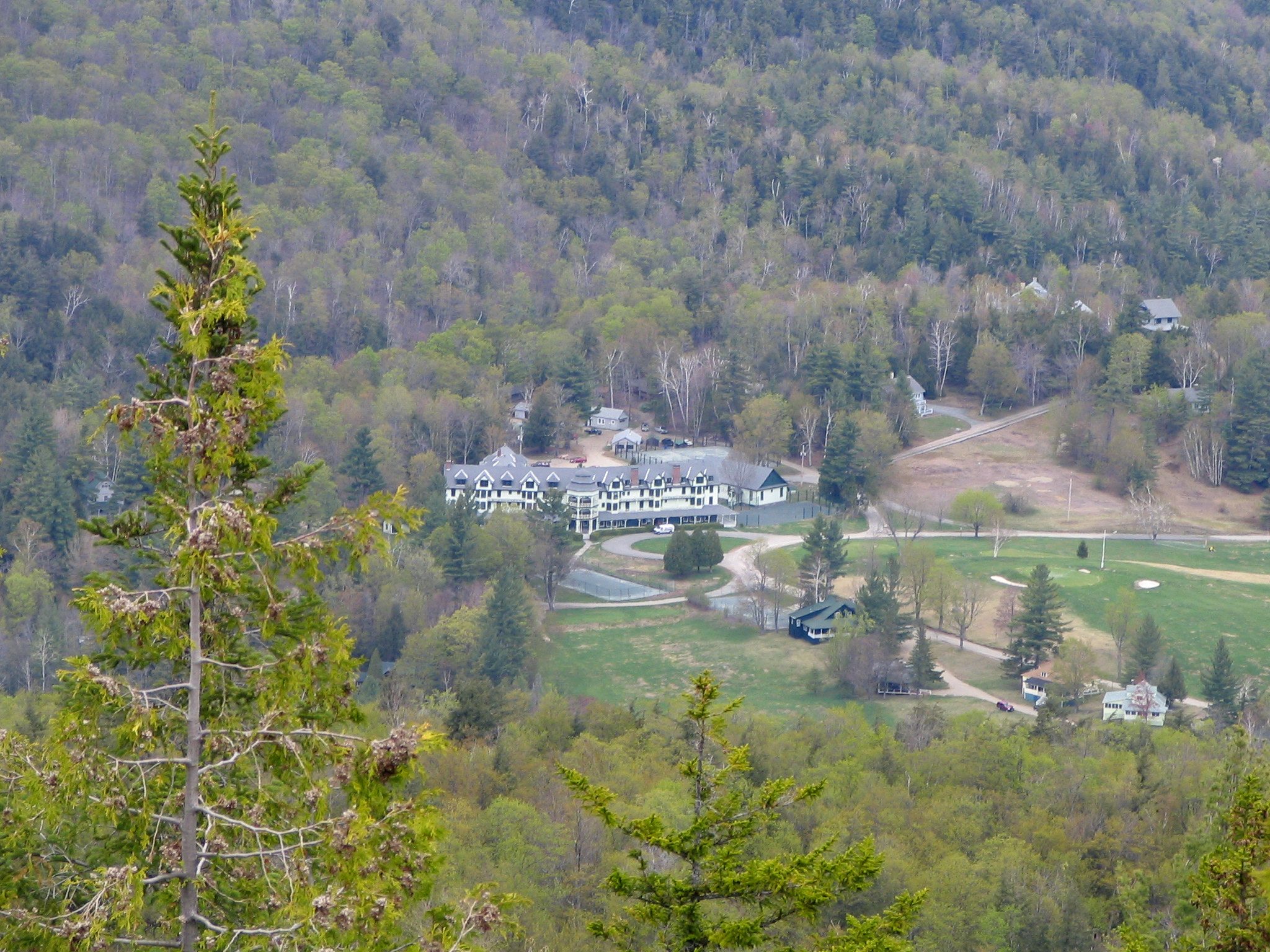
St. Hubert's Inn, St. Huberts, NY (1890), (agora Ausable Club, Adirondack Mountain Reserve ).
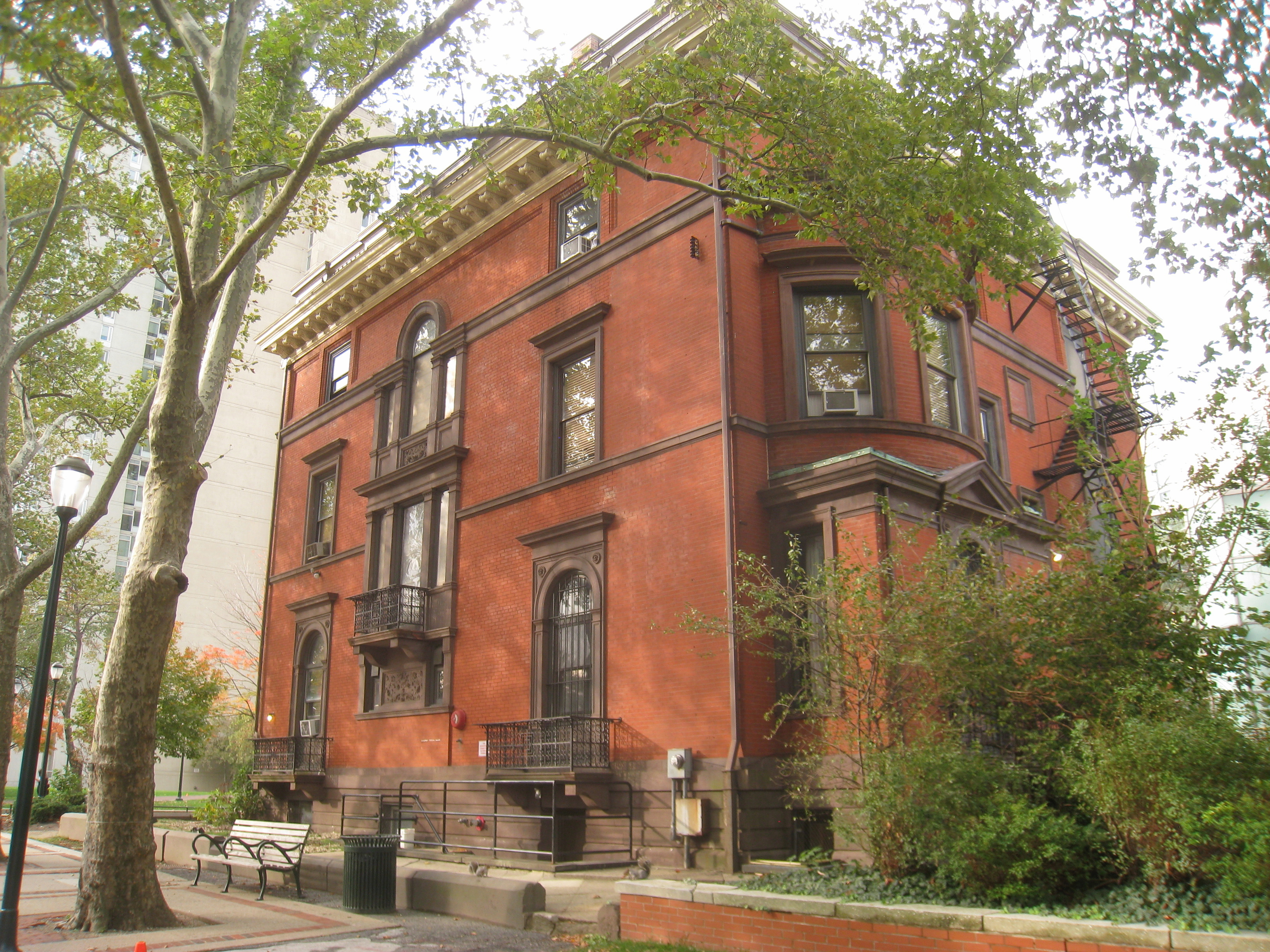
Mansão Drexel de George W. Child (agora Fraternidade Alpha Tau Omega), Universidade da Pensilvânia, Filadélfia, PA (1891).
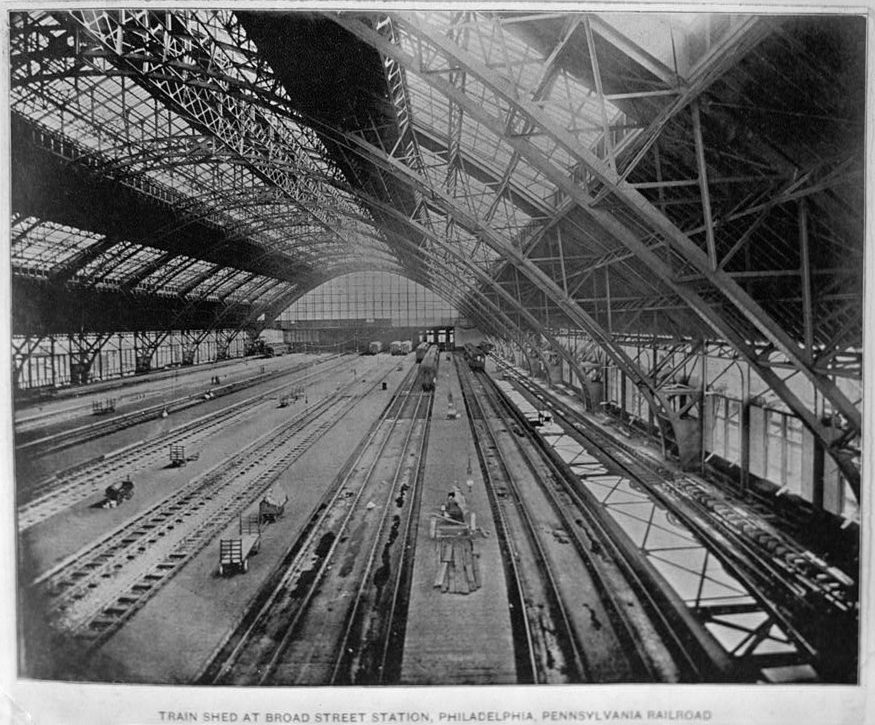
Estação ferroviária da Broad Street Station, Filadélfia, PA (1892–94, queimada em 1923). Este tinha o maior vão único, 306 pés (91 m.), de qualquer estação ferroviária do mundo.
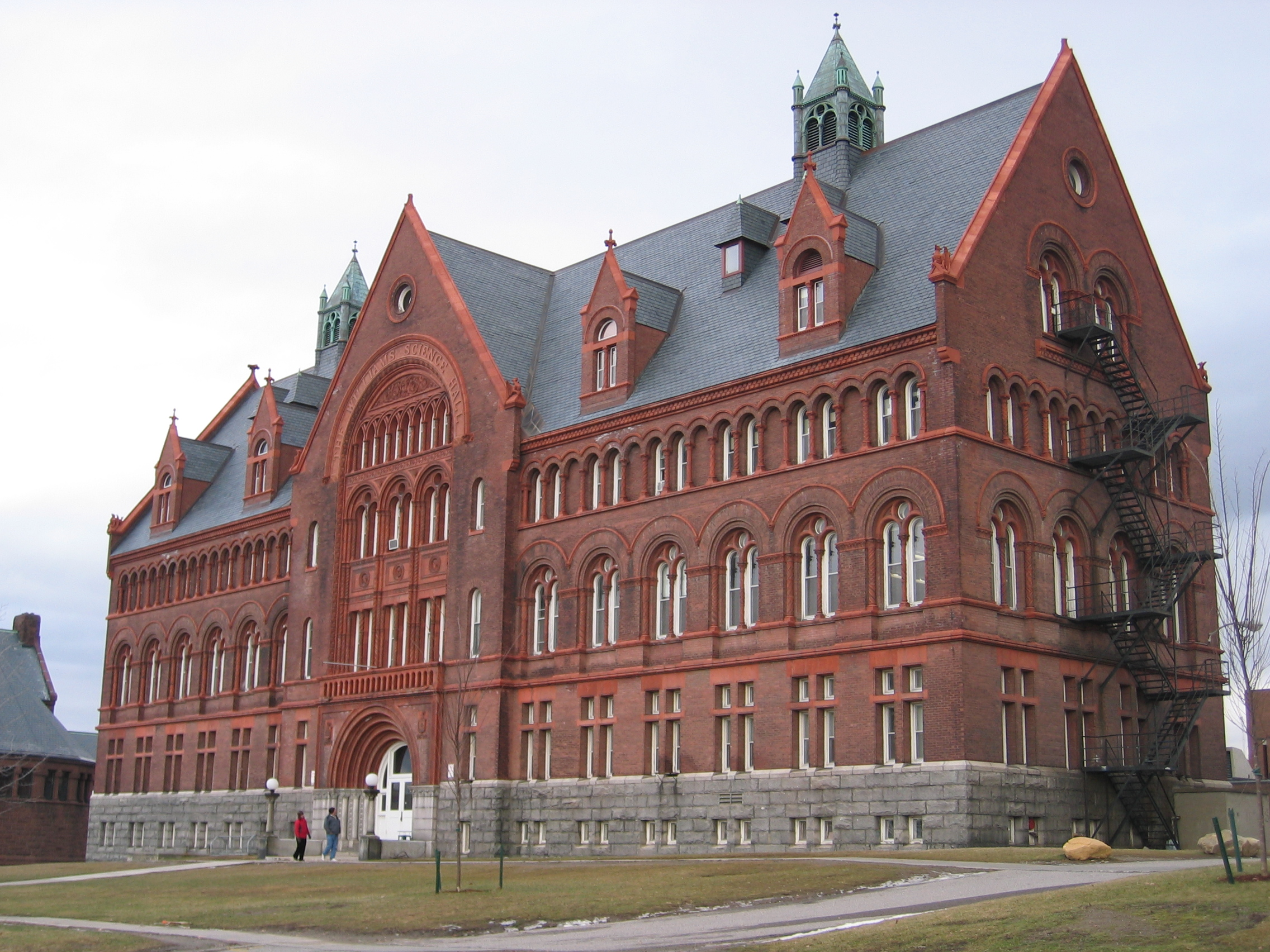
Williams Science Hall, Universidade de Vermont, Burlington, VT (1894-1896).
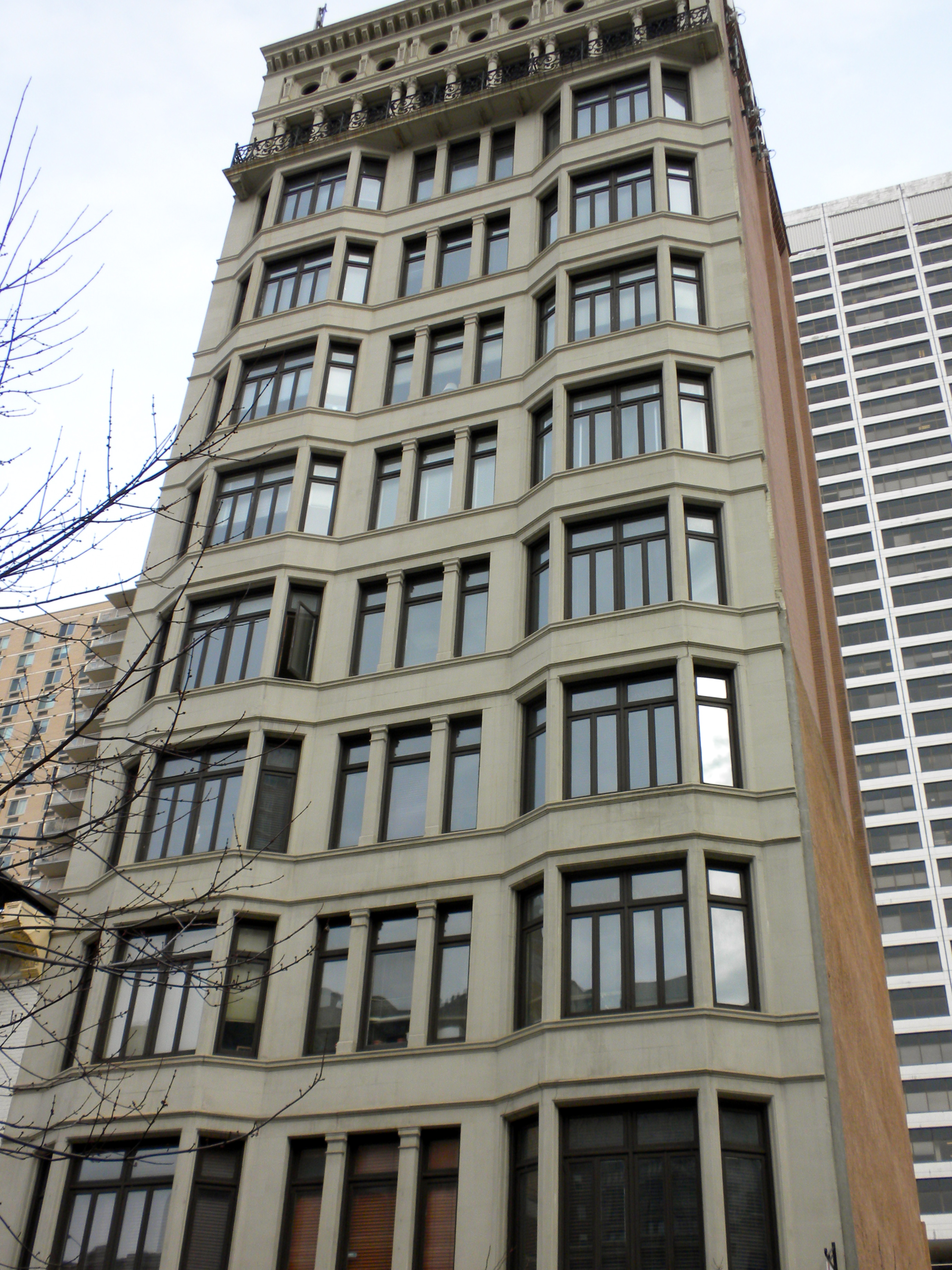
Prédio de escritórios de médicos e dentistas, Filadélfia, PA (1896).
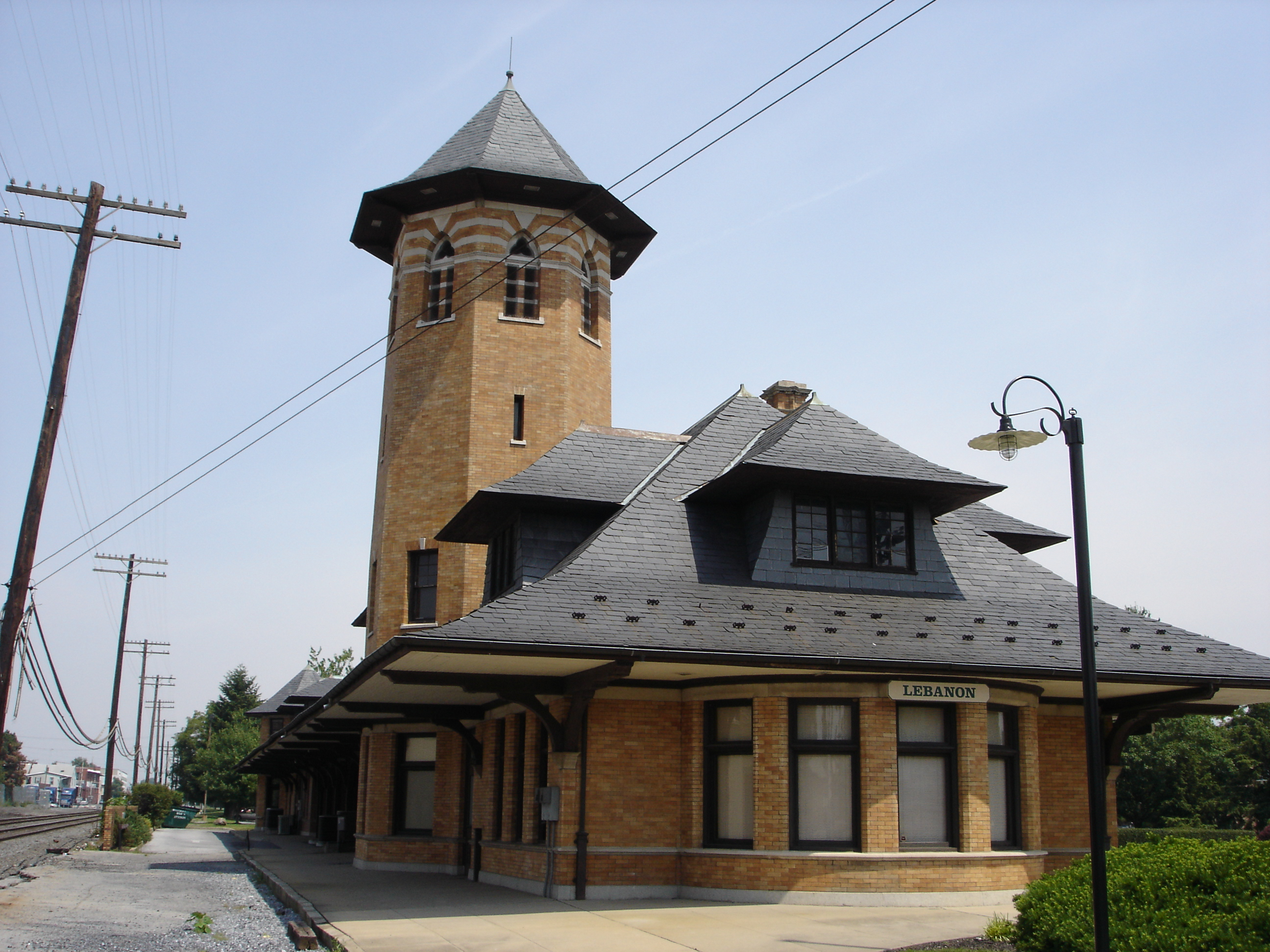
Estação Ferroviária de Reading, Líbano, Pensilvânia (1900)